# 放浪記
『放浪記』（ほうろうき）は、作家の林芙美子が自らの日記をもとに放浪生活の体験を書き綴った自伝的小説である。1928年から1930年に雑誌連載で発表された。舞台化、映画化、テレビドラマ化もされた林芙美子の出世作であり、代表作である。

## 概要
「私は宿命的な放浪者である。私は古里を持たない…したがって旅が古里であった」との出だしで始まる本作は、第一次世界大戦後の暗い東京で、飢えと絶望に苦しみながらもしたたかに生き抜く「私」が主人公である。「島の男」との初恋に破れ、地方出身者の金もコネもない都会に出て来た女性が得られる職など知れていた。夜店商人、セルロイド女工、カフエの女給など、多くの職に就いて微々たる給金を得ながら最底辺の暮らしを生きる。1日休めば、宿を無くし、飢えと向き合わなければならない文字通りその日暮らし。ひどい貧乏にもめげず、あっけらかんとした姿が多くの読者をひきつけ、ベストセラーとなった。
東京は芙美子が上京した翌1923年、関東大震災で残存していた江戸と明治の街並みが壊滅し、その後モダンな大都会に甦ろうとしていた。壊滅した東京が復興を遂げつつある喧騒の底を這いずるように「私」はひもじさと孤独をかみしめながら転職と転居を重ね、詩や童話の原稿を編集者から突き返され続ける。川本三郎は「芙美子の青春と、再生しかけていた東京の『青春』が重なり合っていた」と論じている。行きあたりばったりに働き口を変える芙美子の目まぐるしさは、恋愛にも見られる芙美子の性癖だった。
桐野夏生は「たいせつな本」として本書を挙げ、「最底辺でも意気軒昂。ほの見える冷徹な目もある。若い人にぜひ読んでもらいたい」と薦めている。
大林宣彦は「"海が見えた。海が見える。五年振りに見る、尾道の海はなつかしい"『放浪記』の有名な一節は、尾道で生まれ育った僕にとってこの一節を不思議に思っていました。普通に考えると、遠くに『見える』海がだんだん近づいてきて、その海が目の前にどーんと大きく広がった時に『見えた』と意識するのではないか。しかし、芙美子の表現では『見えた』が先でした。その理由に気付いたのは初めての上京の後、僕が尾道に、その汽車で里帰りをした時です。当時の在来線は蒸気機関車。煙を吐きながら畑の中を進む汽車が、やがて大きくて急なカーブへと差し掛かり、速度を落としながらであってもふいにカーブを大きく曲がる。すると突然、目の前に海が現れるんです。『あっ、"海が見えた"とはこういうことか』と気付きました。尾道駅に向かう車窓から、古い民家の屋根越しに見える尾道水道を眺め、『我が故郷尾道に帰ってきたんだなあ』と感慨に浸る。林芙美子は尾道独特の里帰りの情感を見事に表現していたんです。このいわゆる人情の機微を大切にした手法は僕の映画づくりにも大きく影響しています。『何よりもしみじみと感じることが大切』という大林映画の原点はここにあるのです』と述べている。

## 舞台
菊田一夫脚本・森光子主演で舞台化され、1961年に東京の芸術座で初演されて以後同劇場で公演を続け、公演回数は2009年5月29日まで通算2017回を数えた。2005年の公演を最後に同劇場が閉鎖されたため、2006年・2009年は帝国劇場、2008年はシアタークリエにて上演された。森もこれを終生の代表作とした。

## 映画

### 1935年版
P.C.L.映画製作所が製作し、1935年6月1日に公開された。
キャスト
- 夏川静江
- 藤原釜足
- 滝沢修
- 堤真佐子
- 丸山定夫
- 英百合子

スタッフ
- 監督：木村荘十二
- 脚本：小林勝
- 撮影：三村明
- 音楽：池譲
- 美術：北猛夫
- 録音：片岡造
- 照明：峰尾芳男

### 1954年版
東映が製作し、1954年4月7日に公開された。
キャスト
- 早瀬ふみ子：角梨枝子、加藤順子（子供時代）
- 中島文吾：岡田英次
- ふみ子の母：飯田蝶子
- 吉村秋彦：船山汎
- 篠田：宇佐美淳也
- 飯田：伊沢一郎
- 松田：伊藤雄之助
- 熊本：多々良純
- 仙吉：杉狂児
- 秋彦の父：小島洋々
- 秋彦の母：瀧花久子
- 浜松夫人：忍節子
- 加藤秋子：荒川さつき
- 八重子：日野明子
- お由：千石規子
- 俊子：星美智子
- 千代：田代百合子
- お兼婆さん：岡村文子
- 大国屋の女将：吉川満子
- 露店の顔役：上代悠司
- 売春婦お花：逢初夢子
- 主任刑事：生方壮児
- 公園のルンペン：皆川一郎

スタッフ
- 監督：久松静児
- 脚本：八田尚之
- 企画：マキノ光雄、三上訓利
- 製作：大川博
- 撮影：藤井静
- 音楽：斎藤一郎

### 1962年版
高峰秀子主演：成瀬巳喜男監督により、宝塚映画（現・宝塚映像）製作・東宝配給で、1962年9月29日に公開。東宝創立30周年記念映画として公開された。小説と菊田一夫の戯曲『放浪記』を底本とする。物静かで職人肌の監督だった成瀬は、午前中の撮影では絶対に女優のアップを撮らなかったという。寝起きのむくみが残っているからで、女優に喜ばれた。さりげなく、気づかいをする感性が備わっていたからこそ、愛憎に揺れ動く女心の陰影をしっとりと描写して、女性映画の名匠と呼ばれた。成瀬の演出は林芙美子との相性がよく、林の絶筆『めし』を皮切りに、『稲妻』『妻』『晩菊』『浮雲』と続けざまに撮り、最後が『放浪記』だった。菊田一夫の戯曲を底本としているため、力んだ高峰の演技から、森光子への対抗心がありありと伝わる。
キャスト
- 林ふみ子：高峰秀子
- きし（ふみ子の母）：田中絹代
- 安岡信雄：加東大介
- 伊達春彦：仲谷昇
- 福池貢：宝田明
- 白坂五郎：伊藤雄之助
- 上野山：加藤武
- 日夏京子：草笛光子
- 村野やす子：文野朋子
- 藤山武士：小林桂樹
- 田村（土建屋）：多々良純
- 玩具工場の女主任：菅井きん
- カフェの女将：賀原夏子
- 特高刑事：名古屋章
- 林家の家政婦：中北千枝子
- 学生（料理屋の客）：岸田森
- 学生（料理屋の客）：草野大悟
- 学生（料理屋の客）：橋爪功
- 謙作（ふみ子の父）：織田政雄
- 君子（女給）：北川町子
- 時子（女給）：紅園ゆりか
- 初子（女給） ：矢吹寿子
- 眼鏡の男（劇団支配人風の男） ：伊藤久哉
- おかみ：万代峯子
- 商人：石田茂樹
- 西原（田村の部下）：中山豊
- のぶ：小西ルミ
- お千代：河美智子
- まさ枝（下宿の女将）：吉川雅恵
- 編集長（出版社）：遠藤辰雄
- 編集長（出版社）：西沢利明
- お秋（女給）：青木千里
- みどり（女給）：稲野和子
- 八重子（女給）：八木昌子
- 女給 ：林美智子
- 女給：霧島八千代
- 時子の母親：梅香ふみ子
- 木賃宿の主人：内田朝雄
- 出版記念会招待客：福山博寿

スタッフ
- 製作：藤本真澄、金子正且、寺本忠弘
- 監督：成瀬巳喜男
- 監督助手：川西正純、辻村光慶
- 脚本：井手俊郎、田中澄江
- 音楽：古関裕而
- 撮影：安本淳
- 美術：中古智
- 録音：中川浩一
- 整音：下永尚
- 照明：石井長四郎
- 製作担当：沖原俊哉

同時上映
『新・狐と狸』
原作：熊王徳平／脚本：菊島隆三／監督：松林宗恵／主演：森繁久彌／宝塚映画作品
1962年版外部リンク
- 放浪記 - allcinema
- 放浪記 - KINENOTE
- A Wanderer's Notebook - オールムービー（英語）
- Hôrô-ki - IMDb（英語）

## テレビドラマ

### 1961年版
1961年4月8日にNHK「NHK劇場」枠にて放送された。
キャスト
- 小林千登勢
- 本間文子
- 須賀不二男

スタッフ
- 演出：畑中庸生
- 脚本：田中澄江

### 1974年版
1974年1月7日 - 3月1日にTBS「花王 愛の劇場」枠にて放送された。全40話。
キャスト
- 林ふみ子：樫山文枝[8]
- 北原和彦：荻島真一（のち荻島眞一）
- 新劇演出家・中里耕治：勝呂誉
- ふみ子の母・林きく：赤木春恵
- ふみ子の養父・林喜三郎：五藤雅博
- のぶ子：今出川西紀
- たみ：利根はる恵
- 下宿の隣人・松田：高原駿雄
- 下宿の主人：辻伊万里
- カフェの女給：平井道子
- カフェの常連客・川村：藤岡重慶
- 詩人・平川清人：岸田森
- 現代詩人同人・友永：上田忠好
- 友永の妻・美代子：本山可久子
- 文晶社編集・白木：金井大
- 小説家・高木典子：柳川慶子
- 画家・手塚緑敏：東野孝彦
- 看板屋主人・陳：村田正雄
- ナレーター：松本典子

スタッフ
- 原作：林芙美子（新潮文庫版）
- プロデューサー：前田満州夫
- 撮影：森喜弘
- 照明：金井道朗
- 美術：儘田敏雄
- 音楽：日暮雅信
- 録音：熊谷宏、竹内和義
- 編集：神谷信武
- 助監督：平松弘至
- 制作担当：小島高治
- 主題歌：放浪記（東京レコード）
作詞：大日方俊子、作曲：渡辺岳夫、編曲：高田弘、唄：樫山文枝
- 舞台装置：美建興行（株）
- 現像：TBS映画社
- 脚本：中井多津夫
- 監督：下村堯二、窪川健造
- 制作：TBS、国際放映

| TBS 花王 愛の劇場                      | TBS 花王 愛の劇場              | TBS 花王 愛の劇場                    |
| 前番組                                 | 番組名                         | 次番組                               |
| -------------------------------------- | ------------------------------ | ------------------------------------ |
| 花のいのち （1973.10.29 - 1973.12.28） | 放浪記 （1974.1.7 - 1974.3.1） | 五番町夕霧楼 （1974.3.4 - 1974.5.3） |

### 1997年版
1997年1月1日にテレビ東京「初春ドラマスペシャル『放浪記』〜男なんて何さ!人生は七転び八起き〜」の題名で放送された。
キャスト
- 大竹しのぶ
- 加藤治子
- 三浦洋一
- 宮崎淑子
- 細川俊之
- 三浦浩一
- 斎藤洋介
- 中村梅雀
- 粟田麗
- 絵沢萠子
- 鶴田忍
- 平田満
- 奥村公延
- 宮内順子
- 徳井優
- 中上ちか
- 新保あさ
- 百地千寿

スタッフ
- 演出：久野浩平
- 脚本：中島丈博